# Proper Filthy Naughty
Proper Filthy Naughty (conocidos también como PFN y bajo los nombres anteriores, Salamander y The Light) es un proyecto de música electrónica basado en Londres, Inglaterra. Sus integrantes son los productores John Ross y Joe Williams. Estilísticamente, se mueven entre el breakbeat, el house y el electroclash, siendo por lejos su tema mundialmente más conocido el hit Fascination, lanzado en el año 2003.

## Desarrollo del proyecto
John Ross hace música desde 1991 y fue influenciado sobre todo por el hip hop. Se ganó importancia en la escena electrónica sobre todo por versiones remix de títulos de artistas como Paul Oakenfold y Britney Spears.
1994 fundó junto con Williams el proyecto bajo el nombre Salamander. A partir de 1996 el dúo adoptó el nombre The Light. Su primer éxito fue Expand the Room en el año 1997, que estilísticamente era un título de progressive breaks. En 2000 nuevamente cambiaron su nombre y publicaron los temas Stitch Up y Philter/Earphones. En 2003 publicaron su álbum debut, Fascination. El título del mismo nombre, que combina una base simple de electro pop y house con una melodía monótona cantada por una voz femenina, que publicaron paralelamente como single, fue un gran éxito en los clubs, sobre todo en Sudamérica, donde fue uno de los mayores hits del verano 2003/2004.

## Discografía

### Álbum
- Fascination, 2003 (10 Kilo Records)

### Singles / EP
- 1996: Salamander - Going Home (AAA Recordings)
- 1996: The Light - Dusk (AAA Recordings)
- 1996: The Light - Panfried (AAA Recordings)
- 1997: The Light - Expand the Room (AAA Recordings, Hooj Choons)
- 2000: The Light - Opium (City of Angels)
- 2000: Proper Filthy Naughty - Put Your Earphones On (10 Kilo)
- 2000: Proper Filthy Naughty - Stitch Up (10 Kilo)
- 2000: Proper Filthy Naughty - Flow (10 Kilo)
- 2000: Proper Filthy Naughty - Make a Move/Coils (10 Kilo)
- 2003: Proper Filthy Naughty - To the Beat (10 Kilo)
- 2003: Proper Filthy Naughty - Fascination